# Sorority Boys
Sorority Boys är en amerikansk komedifilm som hade världspremiär den 19 mars 2002 och Sverigepremiär på DVD den 22 januari 2003.  Filmen är regisserad av Wallace Wolodarsky med Barry Watson, Michael Rosenbaum och Harland Williams i huvudrollerna. 

## Handling
Det är en helt vanlig morgon i killarnas studentkorridor när festprissen Dave (Barry Watson), hingsten Adam (Michael Rosenbaum) och den halvfulle Doofer (Harland Williams) vaknar upp. Omgivna av tomma spritflaskor, däckade partytjejer och en riktigt unken lukt gör de en hemsk upptäckt. Studentföreningens partykassa har stulits under nattens helvilda fest! Och värre ändå: de blir själva anklagade för brottet och jagas ut från huset. För att slippa bo på gatan försöker dom istället få ett rum i tjejkorridoren på andra sidan gatan. Problemet är bara att inga killar får vistas där. I ärlighetens namn vill inga killar vistas där heller; tjejernas präktiga och helnyktra gemenskap är så trist att klockorna stannar. Men nöden har ingen lag. Utklädda till tjejer får dom ett rum och kan inleda jakten på den riktiga tjuven. 

## Rollista
| Barry Watson       | – Dave / Daisy     |
| Michael Rosenbaum  | – Adam / Adina     |
| Harland Williams   | – Doofer / Roberta |
| Melissa Sagemiller | – Leah             |
| Tony Denman        | – Jimmy            |
| Brad Beyer         | – Spence           |
| Kathryn Stockwood  | – Patty            |
| Heather Matarazzo  | – Katie            |
| Yvonne Sciò        | – Frederique       |
| Kerri Higuchi      | – Susie            |
| Dublin James       | – Littlest Pledge  |
| Mike Beaver        | – Big Frat Bag     |